# Wilhelm Benecke (Pflanzenphysiologe)
Wilhelm Benecke (* 23. September 1868 in Heidelberg; † 14. Februar 1946 in Soldorf) war ein deutscher Pflanzenphysiologe, Botaniker und Hochschullehrer.

## Leben
Er war der Sohn von Ernst Wilhelm Benecke und dessen Ehefrau Emilie (1846–1922) und wurde im Haus Ziegelhäuser Landstraße 1 in Heidelberg geboren. Seine Mutter war die Tante von Max Weber. Nach Schulabschluss studierte Wilhelm Benecke an den Universitäten Berlin und Jena. An letztgenannter Universität promovierte er im Jahre 1892 zum Dr. phil. 1896 schloss sich dann seine Habilitation an der Universität Straßburg an. 1900 trat er als Titular-Professor am Botanischen Garten der Philosophischen Fakultät der Christian-Albrechts-Universität zu Kiel an. 1907 wurde er dann zum außerordentlichen Professor für Botanik an der Universität Kiel ernannt. Zwei Jahre später folgte Wilhelm Benecke dem Ruf als außerordentlicher Professor für Botanik an die Rheinische Friedrich-Wilhelms-Universität Bonn. Dort blieb es bis 1911, um dann als außerordentlicher Professor an die Universität nach Berlin zu wechseln. Zum 1. April 1914 erfolgte seine Ernennung zum etatmäßigen Professor an der Landwirtschaftlichen Hochschule in Berlin. Nach Ausbruch des Ersten Weltkrieges nutzte er die Möglichkeit, um im Oktober 1916 als ordentlicher Professor an die Westfälische Wilhelms-Universität Münster zu gehen, wo er zugleich Direktor des Botanischen Instituts und Gartens war. Während seiner Zeit in Münster war er im Haus Keuztor 5, zu erreichen. Ende September 1935 wurde Wilhelm Benecke nach Vollendung seines 67. Lebensjahres entpflichtet. Im Jahr 1943 erhielt er zu seinem 75. Geburtstag die Goethe-Medaille für Kunst und Wissenschaft.

## Familie
Wilhelm Benecke heiratete Martha geborene Heseler. Ihr gemeinsamer Sohn war der spätere Pathologe und Hochschullehrer Erich Benecke.

## Schriften (Auswahl)
- Rundgang durch den Botanischen Garten der Westfälischen Landesuniversität. In: Das Schöne Münster 3 (1931), S. 146–151.